# المسيبة (المحويت)

تعديل مصدري - تعديل

المسيبة هي إحدى قرى عزلة بني الوليد بمديرية المحويت التابعة لمحافظة المحويت، بلغ تعداد سكانها 958 نسمة حسب تعداد اليمن لعام 2004.